# Microlepidium alatum
Microlepidium alatum là một loài thực vật có hoa trong họ Cải. Loài này được (J.M. Black) E.A. Shaw mô tả khoa học đầu tiên năm 1974.